# Myrmecia pulchra
Myrmecia pulchra is een mierensoort uit de onderfamilie van de Myrmeciinae. De wetenschappelijke naam van de soort is voor het eerst geldig gepubliceerd in 1929 door Clark.